# جون ديويت
جون ديويت (بالإنجليزية: John DeWitt)‏ هو منافس ألعاب قوى أمريكي، ولد في 29 أكتوبر 1881 في فيليبسبورغ في الولايات المتحدة، وتوفي في 28 يوليو 1930 في نيويورك في الولايات المتحدة.

## وصلات خارجية
- جون ديويت على موقع اللجنة الأولمبية الدولية (الإنجليزية)
- جون ديويت على موقع أوليمبيديا (الإنجليزية)